# Ngón tay dùi trống
Ngón tay dùi trống hay chứng ngón hình chùy là một sự biến dạng của các móng tay hoặc chân liên quan đến hàng loạt các loại bệnh tật, chủ yếu là các bệnh về tim và phổi.:656 Móng tay dùi trống vô căn có thể xảy ra, nhưng là một tình trạng hiếm. Hippocrates có lẽ là người đầu tiên ghi nhận dấu móng tay dùi trống là một triệu chứng của bệnh, do đó hiện tượng này đôi khi được gọi là ngón tay Hippocrates.

## Phát hiện
Dấu dùi cui có thể thể hiện qua một trong năm hình thức sau:
1. Dấu dùi cui không thể hiện. Chỉ cảm thấy gốc móng mềm đi và ấn nhấp nhô hơn (tăng di động). Không nhìn thấy biến dạng.
2. Ngón tay dùi trống nhẹ. Mất góc <165° thông thường (góc Lovibond) giữa gốc móng và nếp bên trên (sừng trên móng). Cửa sổ Schamroth sụp mất. Dấu dùi cui không thấy rõ khi chỉ nhìn lướt qua.
3. Ngón tay dùi trống vừa. Mức độ lồi của nếp móng tăng. Dấu dùi cui chỉ nhìn cũng thấy rõ.
4. Dấu dùi cui toàn thể. Toàn bộ đoạn xa của ngón tay (phần về phía móng tay) dày lên (nhìn như một cái dùi trống)
5. Bệnh xương khớp phì đại. Ở da và móng, bề mặt trở nên sáng bóng và hình thành các đường như cày ruộng (sọc da, sọc móng)

Bài kiểm Schamroth hay Nghiệm pháp cửa sổ Schamroth (có gốc từ sự trình bày của bác sĩ tim mạch người Nam Phi Leo Schamroth trên chính bản thân ông) là một nghiệm pháp thông dùng cho dấu dùi trống. Khi các xương đốt ngón xa
(xương gần đầu ngón tay nhất) của các ngón tay tương ứng hai bên được đặt đối vào nhau (đặt móng tay của ngón cùng tên, ví dụ như ngón trỏ, của hai tay chạm vào nhau, móng đấu móng), thông thường ta sẽ nhìn thấy rõ một "cửa sổ" hình thoi ở giữa hai gốc móng hai bên. Nếu mất cửa sổ này, nghiệm pháp cho kết quả dương và bệnh nhân có dấu dùi cui hóa.

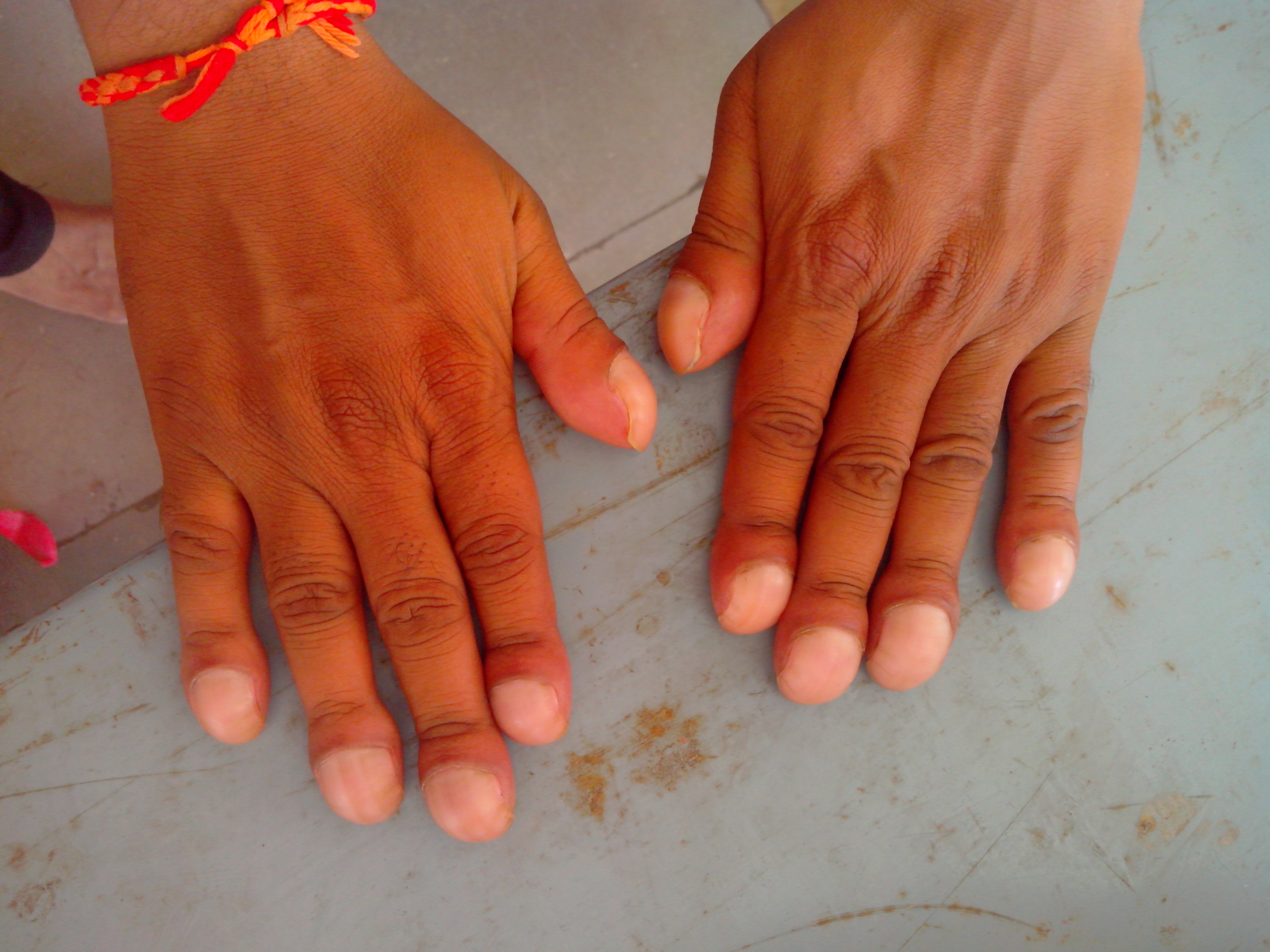
Dấu dùi cui hóa nặng
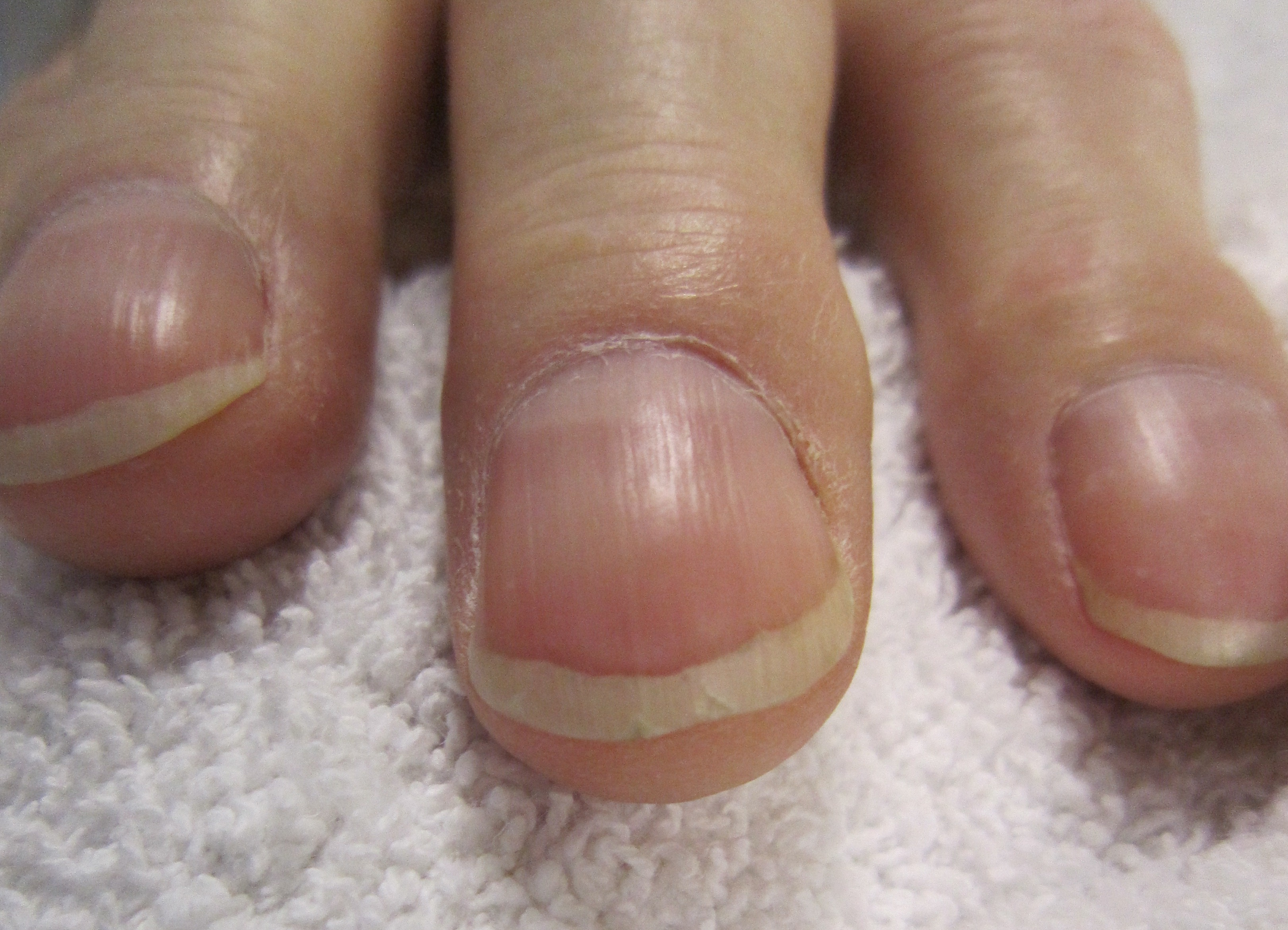
Nhìn mặt trước
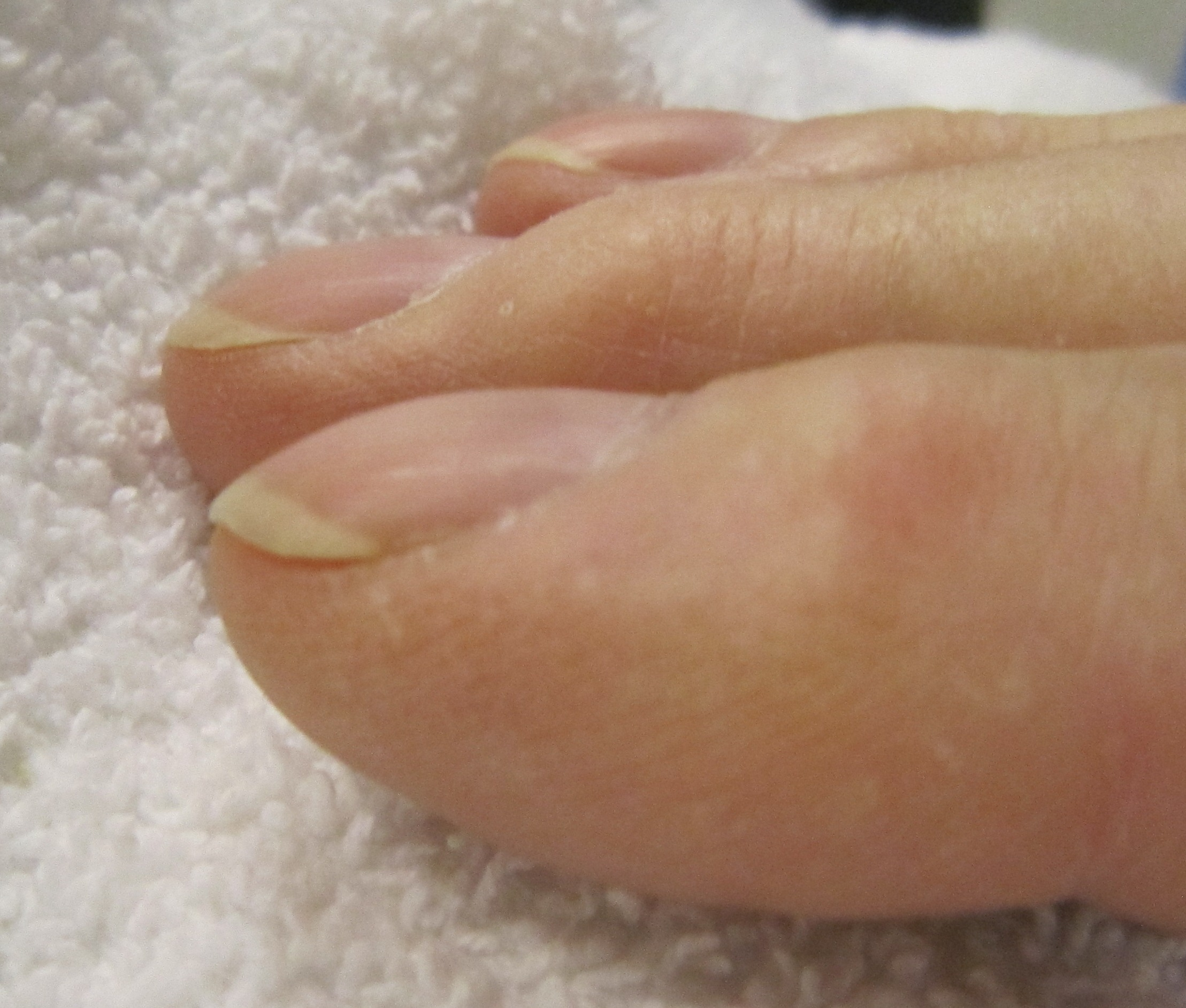
Nhìn mặt bên